# Giampaolo Pretto
Giampaolo Pretto (Dossobuono, 22 maggio 1965) è un direttore d'orchestra italiano, attivo anche come flautista e compositore. 
Primo flauto dell’Orchestra Sinfonica Nazionale della Rai dal 1994, direttore musicale dell’Orchestra Filarmonica di Torino dal 2016, è stato Maestro per l’Orchestra Giovanile Italiana dal 2012 al 2018. È il fondatore della Scuola flautistica "Dentro Il Suono", basata sul suo omonimo metodo. È stato inoltre componente per vent’anni del Quintetto Bibiena.

## Biografia
Compie studi classici maturandosi nel 1983 al Liceo Scipione Maffei di Verona. La sua formazione musicale è multidisciplinare. Si diploma in flauto al Conservatorio E. F. Dall’Abaco di Verona nel 1982 con Renzo Pelli e consegue il Premier Prix de Virtuosité all’ École Nationale d’Aulnay-sous-Bois nel 1994 sotto la guida di Patrick Gallois. Grande influenza sulla sua formazione strumentale, ma più in generale artistica, viene impressa da Glauco Cambursano, storico primo flauto del Teatro alla Scala, le cui lezioni frequenta regolarmente a partire dal 1983. Del 2009 è la Laurea in Composizione al Conservatorio Giuseppe Verdi di Torino con Giorgio Colombo Taccani. Nel 1981 inizia l’attività concertistica come solista, camerista e primo flauto: in quest’ultimo ruolo viene scelto nel 1982 da Piero Farulli per far parte dell’Orchestra Giovanile Italiana, di cui 18 anni dopo diverrà docente. Dal 1993 al 2013 è il flautista del Quintetto Bibiena. Nel 2005 inizia l’attività di direttore d’orchestra. In ognuna di queste vesti esegue un repertorio molto ampio e diversificato, dal barocco alle avanguardie, iniziando a scrivere musica propria a partire dal 2009.

### Attività direttoriale
Dal 1996 studia direzione d’orchestra con Piero Bellugi, avviandosi infine a tale professione poggiando sugli studi di composizione e lettura della partitura compiuti a Torino ma anche sulle esperienze accumulate come Maestro per l’Orchestra Giovanile Italiana a Fiesole: posizione dalla quale ha modo di selezionare e istruire giovani musicisti sul grande repertorio sinfonico.
Debutta nel 2007 dirigendo la Messa “Das Gebet des Herren” di Franz Schubert e I Quadri da un’esposizione di Modest Petrovič Musorgskij al Teatro Coccia di Novara.
Nel 2009 alla testa dell’Orchestra georgiana Zakaria Paliashvili effettua una tournée che da Tbilisi tocca Roma, Rovereto e Spoleto, concludendosi nella Basilica di San Zeno a Verona: in programma la Serenata op. 11 di Johannes Brahms e il concerto K 453 di Mozart eseguito dalla pianista Ana Kipiani, con una produzione DVD promossa dalla Fondazione San Zeno.
Già docente per i fiati dell’OGI dal 2000, nel 2012 assume anche il ruolo di Maestro per l’orchestra, posizione che gli richiede di preparare l’OGI nel grande repertorio sinfonico, e che ricoprirà fino al 2018.
Del 2013 a Firenze è l’esecuzione nella chiesa di Saint James dell’oratorio Misericordium di Benjamin Britten assieme allo Stabat Mater di Giovanni Battista Pergolesi, con un gruppo di solisti selezionati da Claudio Desderi.
Nel 2014 debutta con la cinese Wuhan Philharmonic nella celebre Qintai Hall della capitale dell’Hubei come direttore e solista (Concerto K. 313 di Mozart e IX sinfonia di Schubert): vi tornerà poi come solo direttore nel 2017 (VII sinfonia di Antonín Dvořák e Concerto per violino di Pyotr Ilyich Tchaikovsky) e nel 2018 (Aus Italien di Richard Strauss e terza di Schubert).
Nel 2015 dirige l’Orchestra del Teatro Olimpico di Vicenza in lavori di Mozart, Brahms e Nicola Campogrande; debutta inoltre con l’Orchestra Filarmonica di Torino  nella IX sinfonia di Gustav Mahler. Nello stesso anno dirige l’Istituzione Sinfonica Abruzzese a l'Aquila in opere di Maurice Ravel, Antonio Vivaldi e Igor Stravinsky; e il Teatro Petruzzelli (Sciliar di Giorgio Battistelli, Concerto per clarinetto di Aaron Copland con Alessandro Carbonare, Tombeau di Ravel e Pulcinella di Stravinsky).
Nel 2016 è nominato direttore musicale dell’Orchestra Filarmonica di Torino: la sua nomina è avviata da due concerti in Piazza San Carlo nel luglio dello stesso anno per il Torino Classical Music Festival.
Nello stesso anno debutta con l’Orchestra di Padova e del Veneto (Vivaldi, Ravel, Stravinsky e Paganiniana di Alfredo Casella) e con l’Orchestra Haydn di Bolzano in due produzioni: una di musica sacra con coro (Begräbnisgesang di Johannes Brahms e Messa in Si minore di Anton Bruckner) e una sinfonica contenente, oltre al Concerto n.1 di Carl Maria von Weber,  la IV sinfonia di Ludwig van Beethoven e la prima esecuzione del suo concerto per clarinetto e orchestra da camera “Per quelli che volano” che egli compone su commissione della Haydn.
Nel 2017 torna al Petruzzelli con “Nänie” e Haydn-Variations di Brahms, assieme al Concerto di Philip Glass per quartetto di saxofoni.
Dirige per tre volte consecutive (dal 2016 al 2018) l’Orchestra Giovanile Italiana nel concerto di Capodanno all’Opera di Firenze.
Nel 2020 dirige nuovamente l’OPV di Padova nella prima italiana di “Nähe fern 2” di Wolfgang Rihm assieme alla seconda sinfonia di Brahms.
Nello stesso anno debutta con la Filarmonica Arturo Toscanini di Parma  (Haydn, Mozart, Schubert) e nel 2021 in un concerto streaming con l’Orchestra dell’Arena di Verona (Concerto di Mozart come solista e Sinfonia Grande di Schubert).
Nel 2021 torna al Teatro Petruzzelli per un sinfonico interamente mozartiano, solisti Lukas e Arthur Jussen, col doppio concerto K365 e la Serenata Posthorn K320 di W.A. Mozart.
Nel maggio 2022 dirige la prima assoluta dell'Opera  "La notte di San Nicola" di Nicola Campogrande al Teatro Petruzzelli di Bari, produzione di dodici recite che entra a far parte della piattaforma Raiplay.
Costante la sua presenza al Festival Mito con OGI e Filarmonica di Torino:
- 2016 - OGI - con Andrea Lucchesini, i due concerti in do minore di Mozart e Beethoven
- 2017 - OFT - con Gabriela Montero, Concerto di Grieg e Firebird Suite di Stravinsky
- 2018 - OFT - Prima italiana di Feux d’artifices di Guillaume Connesson e Incompiuta di Schubert
- 2019 - OFT - Prima italiana del Concerto per viola di Jennifer Higdon con Nils Monkemayer e Sinfonia dal Nuovo Mondo di Dvoràk[16][17]
- 2022 - OFT - Les Illuminations di Benjamin Britten con Ian Bostridge e Souvenir de Florence di Ciaikovsky[18]
- 2023 - OFT - Concerto per due pianoforti di Bryce Dessner con Katia e Marielle Labèque e Sinfonia parigina di Mozart[19]
- 2024 - OFT - Prima esecuzione assoluta di "Dodici rintocchi" di Andrea Manzoli, commissione del Festival, e Sinfonietta op. 23 di Zemlinsky[20]

Il primo gennaio 2024 dirige il concerto di Capodanno in Piazza Castello a Torino, in occasione del bicentenario del Museo Egizio. “Tieni il Tempo”, titolo dell’evento condotto da Paolo Gavazzeni ed Alba Parietti, e viene trasmesso in diretta da Sky Classica.
Nell'aprile 2024 debutta con l'Orchestra Sinfonica di Milano al Piccolo Teatro Studio Melato di Milano dirigendo brani di Thomas Larcher, Salvatore Sciarrino e Silvia Colasanti.
Nel luglio 2024 dirige nuovamente OPV di Padova in quarta e sesta sinfonia di Beethoven all'interno del ciclo "Beethoven: il ritorno".
Nell'ottobre 2024 inaugura per la decima volta la Stagione di OFT con "Il sole incendia Brahms" nel quadro di Incanto Egizio, iniziativa per il bicentenario del Museo. In programma oltre alla quarta Sinfonia di Brahms la prima assoluta di Egyptian Scenes del compositore egiziano Ahmed El Saedi.

### Attività flautistica
Nel 1992 ha inizio la sua produzione discografica a Londra, dove incide l’integrale dei Concerti per flauto e orchestra di Wolfgang Amadeus Mozart con la European Union Chamber Orchestra.
Nel 1993 fonda il Quintetto Bibiena, gruppo di fiati che nello stesso anno viene premiato col secondo premio (I non assegnato) al Concorso Internazionale ARD di Monaco. I colleghi sono Paolo Grazia all’oboe, Alessandro Carbonare al clarinetto, Roberto Giaccaglia al fagotto e Stefano Pignatelli al corno. Questa formazione, caratterizzata da un'intensa attività concertistica e numerose incisioni discografiche, ha mantenuto la sua attività fino al 2013.
Nel 1986 diviene primo flauto dell’Orchestra Sinfonica della Rai, prima nella sede di Milano, poi dal 1994 a Torino, entrando a far parte della neonata Orchestra Sinfonica Nazionale.
Nel 1996 incide l’integrale delle Sonate per flauto e basso continuo di Pietro Antonio Locatelli e nel 1998 il Concerto K 313 di Mozart con la Südwestdeutsches Kammerorchester Pforzheim.
Nel 1999 è solista per la Biennale di Venezia con l’Orchestra del Maggio Musicale Fiorentino nel Concerto per flauto di Goffredo Petrassi, produzione registrata in un cd Stradivarius.
Con I Solisti dell’Olimpico nel 2000 incide i Concerti brandeburghesi di Johann Sebastian Bach per Amadeus, e nello stesso anno, per Stradivarius, gli Studi per l’intonazione del mare di Salvatore Sciarrino.
Nel 2002 esegue in prima assoluta assieme per la Rai il Concerto per flauto e orchestra “Ruah” di Ivan Fedele, di cui è dedicatario, incidendo l’opera nello stesso anno sempre per Stradivarius.
Nel 2004, registra il CD "Sonates Romantiques" per Skarbo, comprendente musiche di Julius Rietz, Felix Mendelssohn e Carl Reinecke.
Nel 2009 con l'Orchestra Filarmonica di Torino esegue e incide (per Falaut ) il Concierto Pastoral di Joaquín Rodrigo e il Concerto da Camera di Arthur Honegger per flauto corno inglese e archi con l’oboista Paolo Grazia.
Nel 2010/12 instaura una collaborazione col danzatore Virgilio Sieni, partecipando a spettacoli in cui dialoga con le sue coreografie alternando repertorio a improvvisazione. La più importante di queste produzioni, “Nei volti”, ha la prima assoluta alla Scène Nationale di Marsiglia nel novembre 2011, per approdare poi al Teatro Comunale di Ferrara per la prima italiana e al Franco Parenti di Milano. Altri spettacoli si tengono a Torino, Siena e Pistoia.
Per il centenario debussiano del 2018 incide un doppio Cd per Warner Classics, “Ouïr la lumière”, contenente l’intera opera originale per flauto di Claude Debussy: il CD contiene alcune trascrizioni da opere dell’autore francese realizzate da egli stesso, una delle quali, la versione per Quintetto di fiati della Seconda Sonata, viene pubblicata da Durand 
Nel 2019 è stato Presidente di Giuria del Concorso Internazionale Severino Gazzelloni.

### Didattica
Poco più che ventenne inizia la sua attività didattica nel perfezionamento flautistico, cameristico e orchestrale. Tiene corsi per l’Estate Musicale Frentana (dal 1989 al 1991), per l'Accademia P. Chimeri di Lonato (dal 1992 al 1996), per l'Accademia Lorenzo Perosi di Biella (dal 1996 al 2000), per il MusicaRivaFestival a Riva del Garda (dal 1998 al 2004) e per l'Accademia Chigiana nel 2003 (col Quintetto Bibiena). Dal 2000 fino al 2018 su incarico di Piero Farulli, diviene docente della sezione fiati dell'Orchestra Giovanile Italiana, e dal 2012 è nominato maestro preparatore per l'orchestra, ruolo che ricopre fino al 2018.
Dal 2014 al 2018 tiene un corso annuale di perfezionamento in Musica da Camera presso la Scuola di Musica di Fiesole.
Nel marzo 2013 pubblica il manuale di tecnica flautistica "Dentro il Suono", frutto delle esperienze maturate in più di trent’anni di lavoro, che sarà pubblicato anche in lingua inglese come “Into Sound” nel 2022. Il focus del volume è la risoluzione delle principali problematiche relative all’emissione flautistica. Dal 2013, e nel corso di diversi anni, inizia un lungo tour nei Conservatori italiani per presentare il libro e divulgarne le tecniche. Nel 2014 fonda il "DILS" (acronimo di "Dentro il suono"), una scuola diffusa avente come scopo principale l’insegnamento della metodologia di emissione flautistica contenuta in “Dentro Il Suono”, e fondata tanto sul corretto apprendimento degli esercizi che sulla reale comprensione delle spiegazioni.

### Composizione
In seguito alla Laurea in Composizione si dedica inizialmente alle trascrizioni, elaborando una versione per Quintetto di Fiati della Sonata nr. 2 di Claude Debussy, originale per flauto viola e arpa, che troverà pubblicazione nel 2019 per i tipi della casa editrice Durand.
Procede con la scrittura di "Nine Rooms", concerto per flauto violoncello e archi (da poesie di Cristina Vezzaro), che vede la prima esecuzione assoluta nel 2013 col violoncellista Claudio Pasceri e gli Archi dell'Accademia di Pinerolo, e sarà rieseguito nuovamente l'anno successivo con Enrico Dindo e i Solisti di Pavia.
Nel 2014 scrive il quartetto per due flauti cello e clavicembalo "A flat", commissione dell'Ex-Novo Ensemble di Venezia, eseguendolo al Teatro la Fenice di Venezia nel dicembre dello stesso anno.
Del 2016 è il Concerto per clarinetto e Orchestra "Per quelli che volano", commissione della Haydn di Bolzano, diretto in un tour di concerti con la medesima orchestra tra Lombardia e Alto Adige nel luglio dello stesso anno: solista Gervasio Tarragona Valli.
Nel 2018, su commissione dell'Unimi Orchestra di Milano, scrive e dirige in prima assoluta "Tre d'amore" per orchestra da camera.

## Discografia

### Solistica
- 1994 – W. A. Mozart – Flute concertos - European Community Chamber Orchestra – E. Aadland (IMP Classics)
- 1996 - P. A. Locatelli – Integrale Sonate per flauto e b.c. Volume I e II – (Agorà - Nar Classical)
- 1998 – W. A. Mozart – Concerto K 313 – Südwestdeutsches Kammerorchester Pforzheim – A. Myrat (Agorà - Nar Classical)
- 1999 – G. Petrassi – Flute Concerto – Maggio Musicale Fiorentino – A- Tamayo (Stradivarius)
- 2000 – J. S. Bach – Brandeburg Concertos – I Solisti dell’Olimpico (Amadeus)
- 2000 – S. Sciarrino - Studi per l’intonazione del mare - M. Angius (Stradivarius)
- 2002 – I. Fedele – Flute concerto (Ruah) - Orchestra Nazionale Rai, P. Rophè (Stradivarius)
- 2004 – Rietz, Mendelssohn, Reinecke – Sonates Romantiques – (Skarbo)
- 2009 – J. Rodrigo, A. Honegger – Concierto Pastoral – Filarmonica di Torino – (Falaut)
- 2018 – Claude Debussy – Ouïr la lumière (flute works) – (Warner Classics)

### Col Quintetto Bibiena
- 1995 - Flamen - Berio, Fedele, Ligeti (Ermitage)
- 1995 - F. Poulenc - Oeuvres pour instruments à vent (Agorà)
- 1996 - M. Musorgskij - Quadri da un'esposizione e A. Borodin - Petite suite and scherzo (Agorà)
- 2006 - M. D'Amico - The Entertainment of the Senses (prima assoluta) e M. Musorgskij - Quadri da un'esposizione (Fondazione Musica Insieme - RAI Radio 3)

### DVD
- 2010 - From Bethlem and Jerusalem Concert for Life and Peace
- Aus Italien - Petruzzelli

## Pubblicazioni
- 1996 – Cadenze complete ai concerti di Mozart – Tactus Fugit
- 2013 – Dentro il Suono – Quarantanove esercizi per fare del suono la propria voce – Riverberi Sonori
- 2017 – Dentro il Suono – Seconda Edizione – Riverberi sonori
- 2018 – Claude Debussy – Sonata nr. 2 – Trascrizione per quintetto di fiati – Durand
- 2018 – Prefazione alla nuova edizione di Syrinx di Claude Debussy - Ricordi Hal Leonard
- 2024 – Dentro il Suono - 50 esercizi per fare del flauto la tua voce - Ricordi Hal Leonard
- 2024 – Into Sound - Fifty etudes to make the flute be your voice - Ricordi Hal Leonard

## Composizioni
- 2013: Nine Rooms, per flauto (ottavino, flauto contralto) violoncello solisti e orchestra d’archi (Creazione: Pinerolo, Teatro Sociale, febbraio 2013). Su testi della poetessa Cristina Vezzaro, commissionato dall’Accademia di Pinerolo ed eseguito con gli archi dell’Accademia e Claudio Pasceri, in prima esecuzione assoluta nello stesso anno al Teatro Sociale di Pinerolo
- 2014: A Flat, per flauto, flauto contralto, violoncello e clavicembalo. Prima esecuzione Ex Novo Ensemble, 6 dicembre 2014, Sale Apollinee della Fenice)
- 2016: Per quelli che volano, per clarinetto solista e orchestra. Prima esecuzione luglio 2016 solista Gervasio Tarragona Valli) su commissione della Haydn di Bolzano
- 2018: Tre d’amore, per orchestra da camera. Prima esecuzione 13 febbraio 2018, Milano, Auditorium Statale, Unimi Orchestra

## Riconoscimenti
- 1987, Trieste, Premio Barison
- 2003, Bergamo, Siebaneck-Abbiati (col Quintetto Bibiena)
- 2008, Alba,  Premio G.F. Pressenda

Il canale televisivo Classica di Sky gli ha dedicato due approfonditi ritratti per le serie “I notevoli” (2008) e “Contrappunti” (2016).